# Giovanni Cini

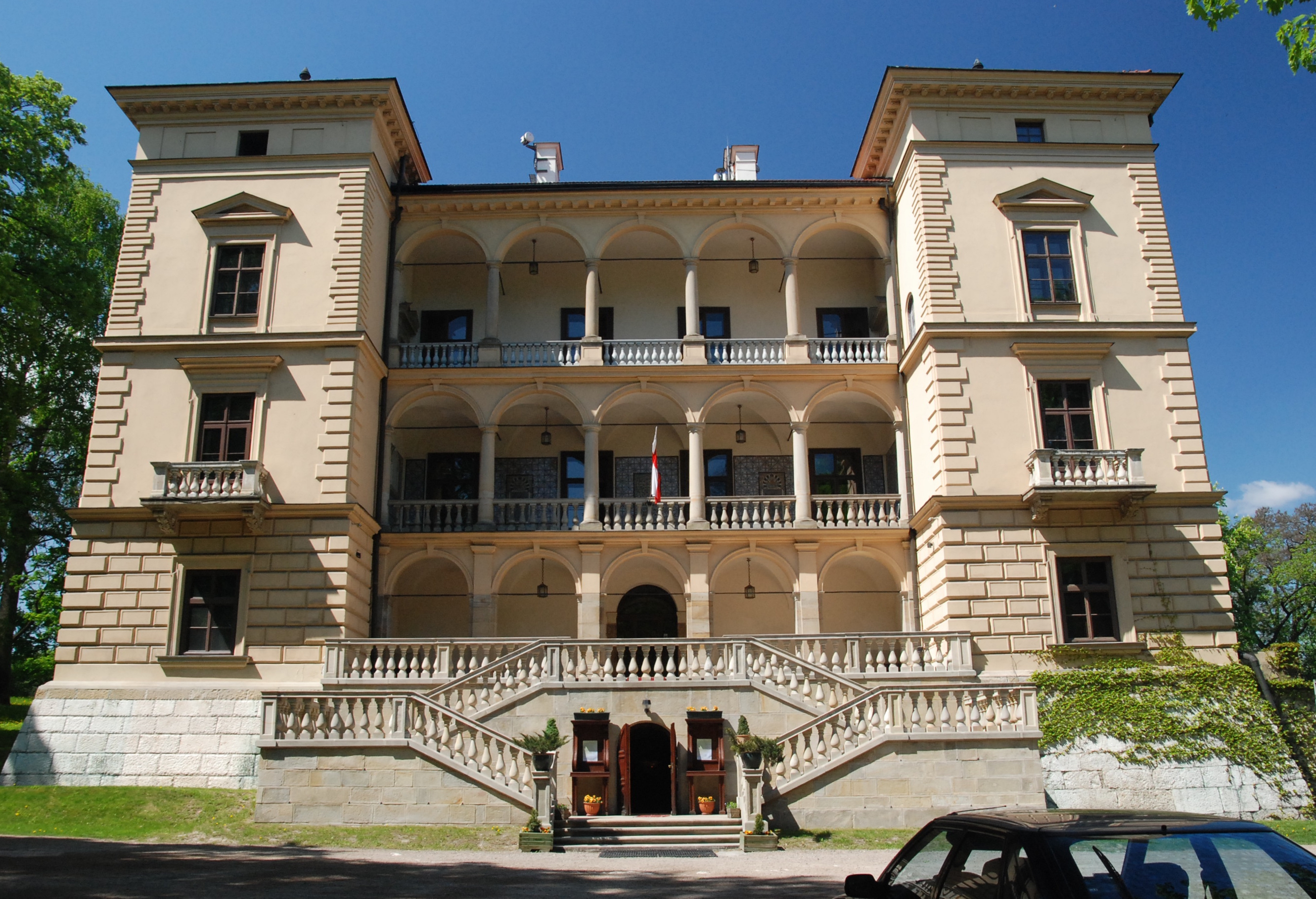
Willa Decjusza

Jan (Giovanni) Cini ze Sieny (ur. między 1490 a 1495 prawdop. w Sienie, zm. 1565) – włoski renesansowy architekt i rzeźbiarz, działający w Polsce od 1519 roku, najprawdopodobniej na zaproszenie Zygmunta I Starego.

## Życiorys
Od roku 1529 współpracownik Bartolommeo Berrecciego na Wawelu. Z Polski wyjechał do Sieny w latach 1529-31. Powrócił do Krakowa gdzie rozpoczął współpracę z Bernardinusem de Gianottis i Filipem z Fiesole. Pracował między innymi przy przebudowach katedr i pałaców w Krakowie, Płocku, Wilnie. Był współautorem Willi Decjusza w Woli Justowskiej. Współpracował także z Janem Marią Padovano prawdopodobnie przy ołtarzu głównym w katedrze na Wawelu.

## Zachowane dzieła
- nagrobek biskupa Stanisława Oleśnickiego w katedrze w Poznaniu (1543)
- nagrobek biskupa Konarskiego na Wawelu (1521)
- nagrobek biskupa Jana Lubrańskiego (1522) w katedrze w Poznaniu
- brązowy nagrobek kanclerza Krzysztofa Szydłowieckiego (1533-36) w kolegiacie w Opatowie (wespół z Bernardino de Gianotis), fragmentem tego nagrobka jest tzw. Lament Opatowski arcydzieło nieznanego współpracownika Jana Ciniego.
- ołtarz zatorski (1521), którego kamienne fragmenty przechowują Państwowe Zbiory Sztuki na Wawelu
- drewniany ołtarz z katedry krakowskiej na Wawelu (ok. 1550), obecnie w kościele parafialnym w Bodzentynie
- (1550) Wapienny nagrobek koniuszego koronnego Augustyna Kotwicza zmarłego w 1549, nagrobek jest w Bazylice Bożego Ciała w Krakowie[1]

## Niezachowane dzieła
- Nowy Pałac przy Zamku Dolnym w Wilnie
- sklepienie katedry w Wilnie (1545)
- prace w kościele św. Anny w Wilnie
- prace przy kościele św. Barbary w Wilnie(1547-54)
- nagrobek królowej Elżbiety w katedrze w Wilnie, pierwszej żony Zygmunta Augusta (1546-52)